# مجزرة عائلة موسى (18 أكتوبر 2023)
مجزرة عائلة موسى (18 أكتوبر 2023) هي مجزرةٌ ارتكبها سلاح الجوّ الإسرائيلي حينما أغارَ على منزل عائلة موسى في مدينة دير البلح في ساعات الظهر ليوم الأربعاء الموافق 18 أكتوبر 2023. هذه المجرزة واحدة من ضمن سلسلة مجازر ارتكبها الاحتلال الإسرائيلي خلال الحرب الفلسطينية الإسرائيلية بعد عملية طوفان الأقصى التي شنتها المقاومة، تسبّبت هذه المجزرة الإسرائيليّة والتي استهدفت منزل يضم عدد من المدنيين بارتقاء أكثر من 30 شهيداً من عائلة موسى وأنسابهم (عائلة أبو ندى) الذين نزحوا إلى بيت عائلة موسى، وقد أقيمت صلاة الغائب في مستشفى شهداء الأقصى وذلك بسبب عدم مقدرة رجال الدفاع المدني على انتشالهم جميعاً.

## خلفية الحدث
في ساعاتِ الصباح الأولى من يوم السابع من أكتوبر 2023 أطلقت حركة المقاومة الإسلامية حماس عبر ذراعها العسكري كتائب الشهيد عز الدين القسام عملية طوفان الأقصى وذلك ردًا على الاعتداءات الإسرائيلية وتدنيس الأقصى والاستمرار في الاستيطان كما أكّد على ذلك محمد الضيف القائد العام للقسّام والذي أعطى إشارة انطلاق العمليّة التي شهدت اقتحامًا من المقاومين لمستوطنات غلاف غزة ونجحوا في قتلِ عدد كبيرٍ من الجنود الإسرائيلين وأسر عشرات آخرين كما استطاعوا خلال ساعات قطع عشرات الكيلومترات ووصلوا لمستوطنات أبعد من تلك المحيطة والقريبة من قطاع غزة.
استمرَّت الاشتباكات بين الجيش الإسرائيلي وبين المقاومين في عديد من المستوطنات وعلى رأسها مستوطنة سديروت. الرد الإسرائيلي على هذه العمليّة جاء من خلال شنّ سلاح الجو الإسرائيلي عشرات الغارات العشوائيّة على القطاع متسبّبة في مقتل عشرات المدنيين وتدمير البنية التحتية لمدن القطاع، ليصل حد فرض إغلاق شامل وقطع متعمد لكل الخدمات من ماء وكهرباء وغاز وهو ما هدَّد حياة أكثر من مليونَي فلسطيني يعيشُ داخل القطاع الذي يُعاني أصلًا من تبعات الحصار الخانق عليهم منذ ستة عشر عاماً.

## الضحايا
الأطفال
- نانا شهاب موسى - طفلة
- لبني شهاب موسى - طفلة
- مأمون أحمد أبو ندى - طفل
- جودي أحمد أبو ندى - طفلة
- كنان أحمد أبو ندى - طفل

النساء
- مها مصباح موسى
- هبه أحمد موسى
- نور عزات موسى
- مي أحمد حجازي
- نظميه حسن موسى
- أمنه أكرم موسى
- هيام محمود موسى
- أمنه صبري موسى
- إسراء صبري موسى
- شرين صبري موسى
- سوار محمد موسى
- داليه رامي العاديه
- ليلى رامي العاديه
- سماره سمير موسى
- ياسمين نمر موسى
- شيماء إياد موسى

رجال
- هدي عبد الرحيم موسى
- أحمد محمد موسى
- كريم رامي الواديه
- شهاب صبري موسى